# سیارک ۶۲۰۷۱
سیارک ۶۲۰۷۱ (به انگلیسی: 62071 Voegtli، نامگذاری:2000RH77) شصت و دو هزار و هفتاد و یکمین سیارک کشف شده‌است که در ۸ سپتامبر ۲۰۰۰ کشف شد.